# Urinoterapie
Urinoterapie je název pro léčbu z oblasti alternativní medicíny, při které pacient pije svou vlastní (autourinoterapie) či cizí moč, nebo se jí potírá.

Společností je převážně vnímána jako kontroverzní či založená pouze na placebo efektu. Neexistují žádné vědecké důkazy, které by potvrzovaly jakýkoli zdravotní přínos této terapie.

V Česku se urinoterapií zabývali především Jiří Cingroš a MUDr. Vilma Partyková.

## Historie

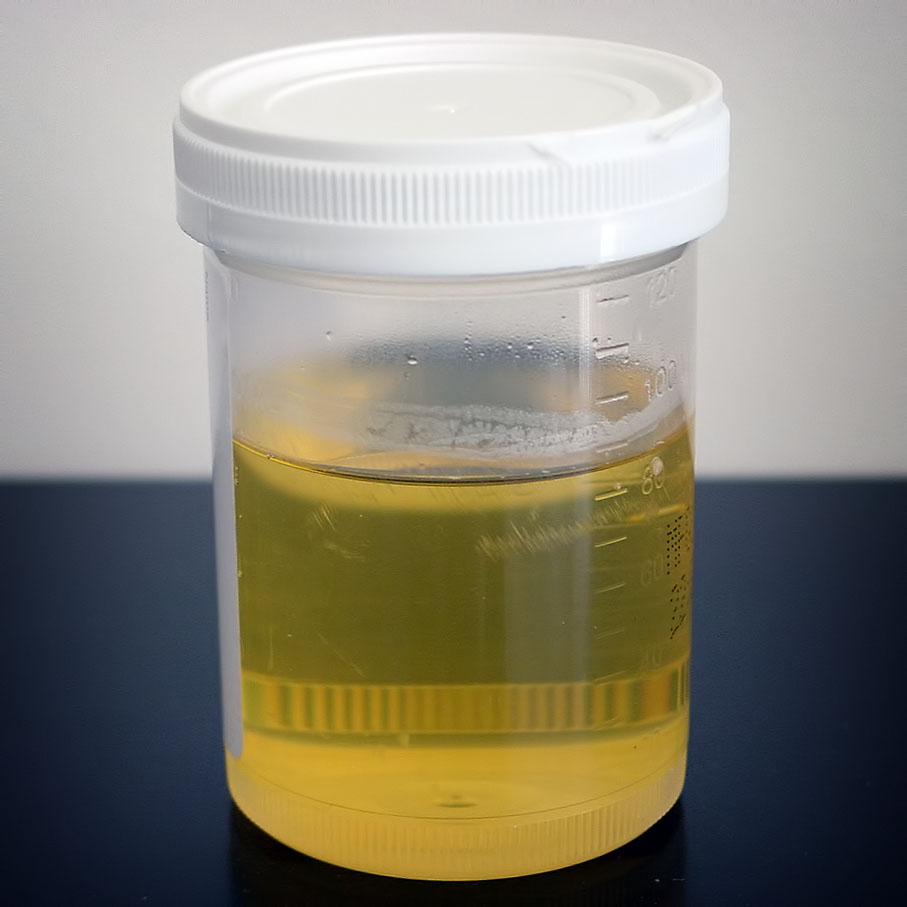
Vzorek moči

Ve starověkém Římě byla moč doporučována k bělení zubů. Islámský zákoník Abú Júsuf povolil používání velbloudí moči k léčebným účelům. Používala se také v některých tradičních léčebných prostředcích v Mexiku a v Nigérii.
V různých obdobích historie se využívalo mimo jiné i směsí obsahujících i moč některých zvířat k potírání nemocných, patrně s úmyslem znepříjemnit "démonu choroby" pobyt v těle nemocného natolik, že jej raději opustí.[zdroj?]
Poměrně četné je v dějinách medicíny použití moči k výplachu rány. Protože je moč sterilní, výplachem kontaminované rány by se mohl snížit počet choroboplodných zárodků v ráně a tím i riziko přílišného hnisání nebo septického stavu.[zdroj?]

## Moderní tvrzení a zjištění
Ačkoli se v několika tradičních systémech věřilo, že moč je užitečná pro diagnostické a léčebné účely, a v některých lékařských textech se o ní píše, auto-urinoterapii jako systém alternativní medicíny zpopularizoval britský naturopat John W. Armstrong na počátku 20. století. Armstrong se inspiroval rodinnou praxí používání moči k léčbě drobných bodnutí a bolestí zubů, metaforickým výkladem Knihy přísloví 5:15 „Pij vodu z vlastní cisterny a tekoucí vodu z vlastní studny“ a vlastní zkušeností s neduhy, které léčil 45 denním půstem „jen na moči a vodovodní vodě“. Od roku 1918 Armstrong předepisoval urinoterapii mnoha tisícům pacientů a v roce 1944 vydal knihu The Water of Life: A treatise on urine therapy, která se stala základním dokumentem tohoto oboru.
Armstrongova kniha se hojně prodávala a v Indii inspirovala gándhíovského sociálního reformátora Rádžibhaie Manibhaie Pateje k napsání knihy Manav mootra (Urinoterapie; 1959) a mnoha pozdějších děl. Tato díla se často odvolávají na Shivambu Kalpa, pojednání o farmaceutické hodnotě moči, jako na zdroj této praxe na Východě. Rovněž uvádějí letmé zmínky o vlastnostech a použití moči v jógínských textech, jako je Vayavaharasutra od Bhadrabahu a Hatha Yoga Pradapika od Svatmaramy; a ájurvédských textech, jako jsou Sushruta Samhita, Bhava Prakasha a Harit. Podle lékařského antropologa Josepha Atlera jsou však praktiky sivambu (pití vlastní moči) a amaroli doporučované moderními indickými praktiky urinoterapie bližší těm, které hlásal Armstrong, než tradiční ájurvéda či jóga, nebo dokonce praktiky popsané v Shivambu Kalpa.
Na kožní potíže doporučoval pití moči i kontroverzní homeopat John Henry Clarke.[zdroj?]

### Covid-19
Na počátku roku 2022 američtí odpůrci vakcinace vyzývali lidi, aby v boji proti koronavirům pili vlastní moč. Christopher Key, vůdce skupiny bojující proti vakcíně proti viru covid-19 a nazývající se „Vakcínová policie“, zveřejnil na internetu videa, v nichž vychvaloval zdravotní přínosy urinoterapie. Podle Keye existují „tuny a tuny výzkumů ... (a) recenzovaných publikovaných prací o moči“, kterou seslal Bůh. „Piju vlastní moč!“ Žádnou konkrétní studii, která by podporovala jeho tvrzení však neuvedl.

## Kritika
Neexistují žádné vědecké důkazy o účinném terapeutickém využití neupravené moči.

Zastánci argumentují různě, například přítomností melatoninu v ranní moči, obdobnou funkcí jakou údajně mají homeopatika, či přítomností jiných pro lidské tělo cenných látek. Moč zdravého člověka je sice sterilní, ale požití moči ve větším množství může pacientův stav spíše jen zhoršit, protože odpadní látky se zažívacím systémem vracejí do krevního oběhu, odkud byly, u těžších stavů a nemocí ledvin jen obtížně, vyloučeny.

Podle České lékařské komory není třeba absurdní představu o léčebném účinku vypití vlastní moči vyvracet.
Podle zprávy BBC z roku 2003 thajský lékař propagující urinoterapii uvedl, že Thajci urofagii praktikují již dlouho, ale podle ministerstva thajské tradiční a alternativní medicíny o této praxi neexistují žádné záznamy.

V roce 2016 byla čínská Asociace pro urinoterapii zařazena ministerstvem pro občanské záležitosti na seznam nelegálních organizací. Městský úřad pro občanské záležitosti ve Wuhanu však uvedl, že nad sdružením nemá žádnou pravomoc.
Někteří lékaři tvrdí, že moč a močovina mají protirakovinný účinek, a uroterapie je nabízena spolu s dalšími formami alternativní léčby na některých klinikách pro léčbu rakoviny v Mexiku. Podle Americké onkologické společnosti „dostupné vědecké důkazy nepodporují tvrzení, že moč nebo močovina podávaná pacientům s rakovinou v jakékoliv formě pomáhá“.
Močení na poranění od medúzy, vosího nebo včelího žihadla, popáleniny od slunce, řezné rány a prasklé cévy je běžným „lidovým lékem“, nicméně Scientific American uvádí, že může být kontraproduktivní, protože může aktivovat nematocysty, které zůstaly v místě žihadla, a zhoršit tak bolest.

Studie bakteriálních izolátů obsažených v moči nigerijských dětí a krav zjistila významný výskyt kmenů patogenů rezistentních vůči antibiotikům, včetně E. coli, Shigella a Salmonella. Studie došla k závěru, že tyto patogeny se mohou do těla dostat konzumací moči, zejména prostřednictvím tradičních urinoterapií prováděných některými místními jedinci.
Na Arabském poloostrově prodávají prodejci velbloudí moč v lahvích jako věšteckou medicínu s její údajnou urinoterapií, která je zdraví prospěšná Saúdská policie zatkla muže, "protože moč v lahvích byla jeho vlastní".